# Anàlisi funcional
L'anàlisi funcional és la branca de les matemàtiques, i específicament de l'anàlisi, que tracta de l'estudi d'espais de funcions. Té les seves arrels històriques en l'estudi de transformacions, com ara la transformació de Fourier i en l'estudi de les equacions diferencials i equacions integrals. La paraula funcional es remunta al càlcul de variacions, implicant una funció l'argument de la qual també és una funció. El seu ús en general s'ha atribuït a Volterra.
A la visió moderna inicial, es va considerar l'anàlisi funcional com l'estudi dels espais vectorials normats complets sobre els reals o els complexos. Aquests espais es diuen espais de Banach. Un exemple important és l'espai de Hilbert, on la norma sorgeix d'un producte escalar. Aquests espais són d'importància fonamental en la formulació matemàtica de la mecànica quàntica. Més generalment i modernament, l'anàlisi funcional inclou l'estudi dels espais de Fréchet i altres espais vectorials localment convexos i encara topològics.
Un objecte important d'estudi en anàlisi funcional són els operadors lineals continus definits en els espais de Banach i de Hilbert. Aquests condueixen naturalment a la definició de C * àlgebra i altres àlgebres d'operadors.
Els espais de Hilbert poden ser classificats totalment: hi ha un únic espai de Hilbert mòdul isomorfisme per a cada Cardinal de la base (hilbertiana). Com que els espais de Hilbert finit-dimensionals s'entenen completament en àlgebra lineal, i ja que els morfismes dels espais de Hilbert es poden dividir sempre en morfismes d'espais amb dimensionalitat alef-0 ({\displaystyle \aleph _{0}}), l'anàlisi funcional de Hilbert tracta sobretot amb l'espai únic de Hilbert de dimensionalitat alef-0, i els seus morfismes.
Els espais de Banach generals són molt més complicats que els espais de Hilbert. No hi ha definició clara de què constituiria una base, per exemple.
Per a qualsevol nombre real p ≥ 1, un exemple d'un espai de Banach està donat pels espais Lp.
En els espais de Banach, una gran part de l'estudi involucra l'espai dual: l'espai de totes funcionals lineals contínues. Com en àlgebra lineal, el dual del dual no és sempre isomorf a l'espai original, però hi ha un monomorfisme natural d'un espai en el seu doble dual sempre. Això s'explica en l'article espai dual.
La noció de derivada s'amplia a les funcions arbitràries entre els espais de Banach; resulta que la derivada d'una funció en cert punt és realment una funció lineal contínua.
Aquí enumerem alguns resultats importants de l'anàlisi funcional:
- Teorema de Banach-Steinhaus és un resultat en conjunts equicontinus d'operadors.
- Teorema espectral dona una fórmula integral per als operadors normals en un espai de Hilbert. És d'importància central en la formulació matemàtica de la mecànica quàntica.
- Teorema de Hahn-Banach és sobre l'extensió de funcionals continus des d'un subespai a tot l'espai, d'una manera que preservi la norma.
- Teorema de la funció oberta i teorema de la gràfica tancada.
- Teorema del punt fix de Banach